# Ferdinand Kobell

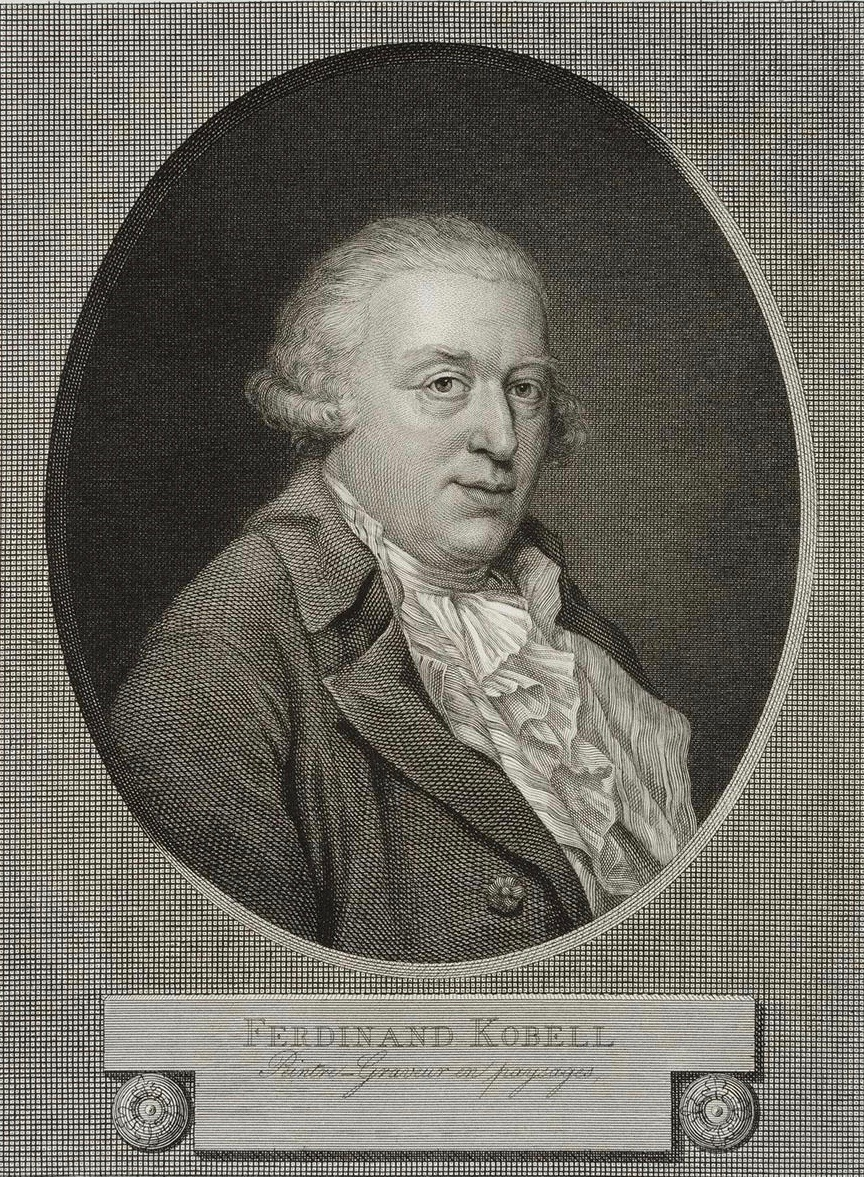
Ferdinand Kobell (1806), gestochen von Wilhelm Friedrich Schlotterbeck, nach Joseph Hauber

Ferdinand Kobell (* 7. Juni 1740 in Mannheim; † 1. Februar 1799 in München) war ein deutscher Landschaftsmaler, Kupferstecher und Radierer.

## Leben
Die Familie Kobell stammte aus Hessen. Ferdinand war ein Enkel von Johann Heinrich Kobell, Gewürzkrämer in Frankfurt am Main. Seine Eltern waren Balthasar Kobell († 1762), Einnehmer, dann Rat der Hofkammer in Mannheim, und Maria Franziska Mezinger (1718–1762). Ein Onkel, der Kunsthändler Johann Heinrich Kobell, wanderte 1755 nach Rotterdam aus.
Ferdinand studierte in Heidelberg Rechtswissenschaften. 1760 wurde er Sekretär der Hofkammer. Er wechselte aber zur Malerei, wurde vom Staatsdienst befreit und erhielt ein Stipendium an der Mannheimer Zeichnungsakademie. 1764 wurde er Theaterdekorationsmaler. Im selben Jahr heiratete er die Hofratstochter Maria Anna Lederer (1744–1820). Zu den sieben Kindern des Paars zählten der Landschafts-, Tier- und Schlachtenmaler Wilhelm von Kobell (1766–1853), Egid von Kobell (1772–1847), Mitglied des bayerischen Staatsrats, und Franz von Kobell (1779–1850), Generalsekretär des bayerischen Ministeriums des Innern. 1766 wurde Ferdinand Kabinettsmaler. Zur weiteren Ausbildung begab er sich 1768 für 18 Monate nach Paris. Sein Bruder Franz (1749–1822) wurde Landschaftszeichner. 1794 siedelte Ferdinand, dessen Landesherr Karl Theodor von der Pfalz seit 1777 auch Kurfürst von Bayern war, nach München über. 1798 wurde er Direktor der kurpfalzbayerischen Gemäldegalerie, die 1795 aus Düsseldorf nach Mannheim verbracht worden war. Doch schon ein Jahr später starb er im Alter von 58 Jahren in München.

## Grabstätte

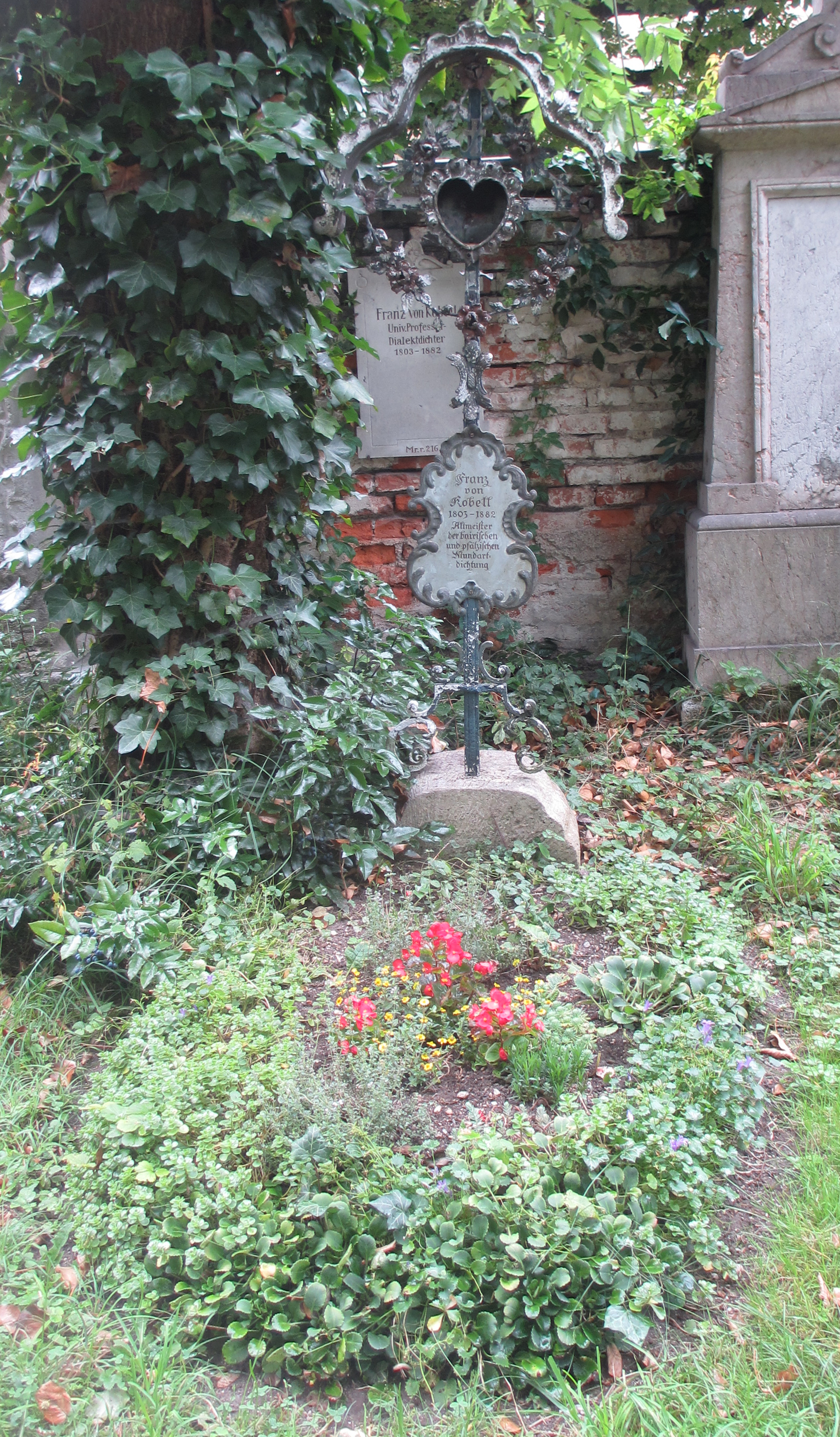
Grab von Ferdinand Kobell auf dem Alten Südlichen Friedhof in München

Die Grabstätte von Ferdinand Kobell befindet sich auf dem Alten Südlichen Friedhof in München (Mauer Rechts Platz 215/216 bei Gräberfeld 10) Standort.
In dem Grab liegen weitere Verwandte der Familie Kobell:
- Egid von Kobell (1772–1847), Staatsrat
- Franz von Kobell (1803–1882), Mineraloge, Schriftsteller
- Franz Kobell (1749–1882), Maler

sowie der Maler Georg Johann Christian Urlaub (1845–1914).

## Werk

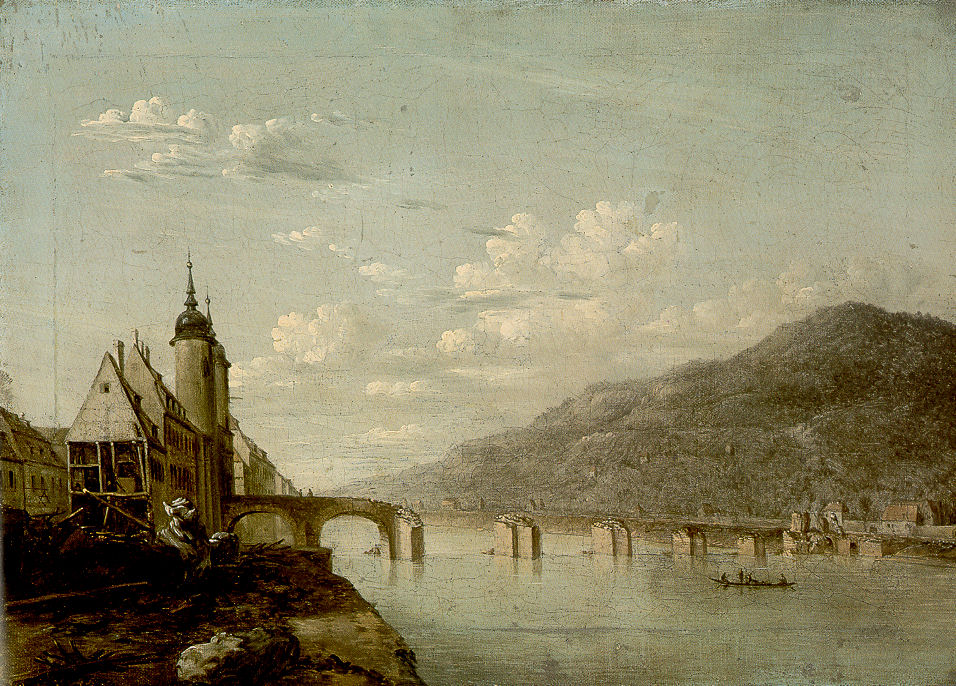
Alte Brücke in Heidelberg (1784).

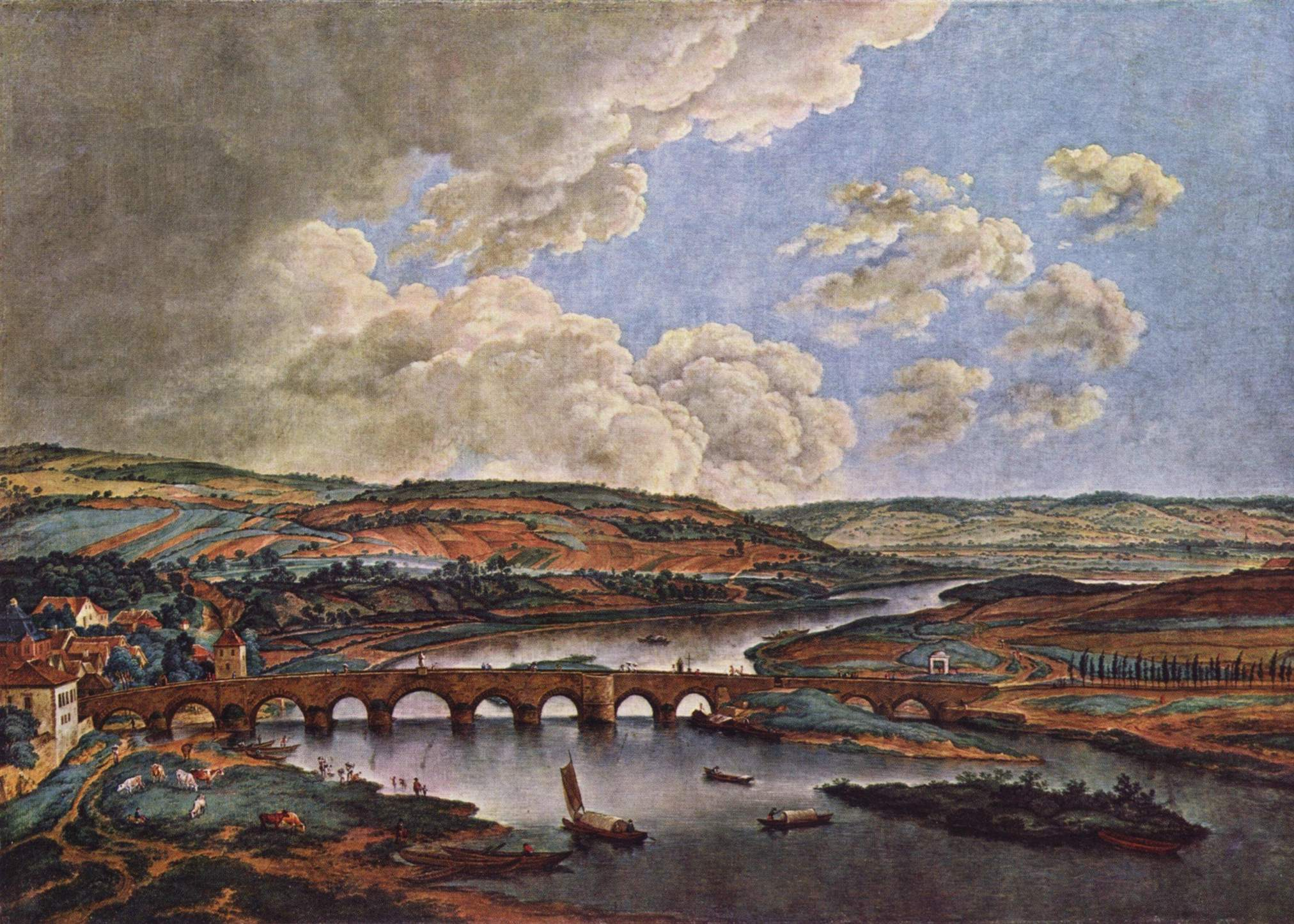
Mainbrücke in Aschaffenburg (1786), München.

Kobells Gemälde, meist in Berchems Manier gemalt, zeichnen sich durch effektvolle Behandlung und durch Leichtigkeit der Darstellung aus. Von seinen etwa 300 Radierungen gab Frauenholz in Nürnberg 1809 eine Sammlung heraus unter dem Titel „Œuvre complet de F. K.“. 178 Blätter erschienen bei Kugler in Stuttgart 1842. Das Verzeichnis seiner Arbeiten verfasste Stephan von Stengel (Nürnberg 1822).
In der Staatlichen Gemäldesammlung Aschaffenburg (Schloss Johannisburg) ist ein Aschaffenburg-Zyklus Kobells, bestehend aus Landschaftsbildern und Stadtansichten dauernd ausgestellt. Innerhalb dieses Bilderzyklus ergibt sich aus sechs Ölgemälden, die von unterschiedlichen Stockwerken und Fenstern des Schlosses Johannisburg aus gemalt sind, gewissermaßen ein 300-Grad-Panorama der Fluss- und Spessartlandschaft um Aschaffenburg. Es sind dies die Gemälde mit den Inventarnummern 6585 (Titel: „Blick vom Aschaffenburger Schloss auf Marstall und Mainbrücke“), 9802 („Mainbrücke bei Aschaffenburg“), 6544 („Blick von Aschaffenburg auf Schloss Schönbusch“), 6545 („Blick vom Aschaffenburger Schloss mainabwärts“), 6587 („Blick vom Schloss in Aschaffenburg auf die Stadt gegen Norden“) und 6546 („Blick von Aschaffenburg nach Goldbach“). Auf den Panoramacharakter dieser sechs Gemälde wird allerdings im Katalog nicht eigens hingewiesen. Auch erschließt sich der enge Zusammenhang dieser Gemälde dem Betrachter nicht auf den ersten Blick, weil sie an unterschiedlichen Wänden bzw. nicht in der entsprechenden Aneinanderreihung aufgehängt sind. Zum Aschaffenburg-Zyklus, der laut Eduard Coudenhove-Erthal ursprünglich aus 15 Gemälden bestand, zählen weiterhin die Gemälde mit den Inventarnummern 6586 (Titel: „Oberer See im „Schönen Busch“ bei Aschaffenburg“), 9803 („Das Schloss in Aschaffenburg“) und 9807 („Blick auf Aschaffenburg von Osten“), das die Stadt und ihre Umgebung vom Godelsberg aus darstellt.
Zwei große Gebirgslandschaften befinden sich im Kabinett im Kaiserappartement der Neuen Residenz in Bamberg.